# Pseudowintera axillaris
Pseudowintera axillaris är en tvåhjärtbladig växtart som först beskrevs av J.R. och G. Forst., och fick sitt nu gällande namn av James Edgar Dandy. Pseudowintera axillaris ingår i släktet Pseudowintera och familjen Winteraceae. Inga underarter finns listade.